# Comuna Petriv, Tlumaci
Petriv (în ucraineană Петрів) este o comună în raionul Tlumaci, regiunea Ivano-Frankivsk, Ucraina, formată din satele Petriv (reședința) și Sokîrciîn.

## Demografie
Componența lingvistică a comunei Petriv
     Ucraineană (99,45%)
     Alte limbi (0,55%)
Conform recensământului din 2001, majoritatea populației comunei Petriv era vorbitoare de ucraineană (99,45%), existând în minoritate și vorbitori de alte limbi.